# Masaaki Kanda
Masaaki Kanda (神田 真秋, Kanda Masaaki), est un homme politique japonais, né à Ichinomiya dans la préfecture d'Aichi le 1er octobre 1951. Il est gouverneur d'Aichi depuis 1999. 

## Études et carrière professionnelle
Après avoir fait sa scolarité dans un établissement privé de Nagoya, il est diplômé en droit de l'Université Chūō en 1974 et devient avocat au barreau de Nagoya en 1976. 

## Carrière politique
Il est élu maire d'Ichinomiya, sa ville natale, en novembre 1989. Réélu en 1993 et 1997, il abandonne son poste en décembre 1998 pour se lancer dans la course à l'élection du gouverneur de la préfecture. 
Soutenu par l'ensemble des fédérations locales des grands partis non communistes (le Parti libéral démocrate PLD, le Parti démocrate du Japon PDJ, le Nouveau Kōmeitō, le Parti social-démocrate PSD et le Parti libéral), il est largement élu gouverneur d'Aichi le 7 février 1999, avec 61,2 % des suffrages exprimés. Il entre en fonction le 15 février 1999, succédant à Reiji Suzuki qui était en place depuis 16 ans. Il est réélu le 2 février 2003 avec 60,53 % des voix, et le 4 février 2007 avec 48,4 % des suffrages (il n'avait plus alors le soutien que de la coalition de centre droit au pouvoir à l'échelon national, à savoir le PLD et le Nouveau Kōmeitō, et avait face à lui un adversaire investi par le PDJ et le PSD). 
Masaaki Kanda, une fois élu, lance une politique de transparence des informations transmises à la population par les services de la préfecture et tout particulièrement par la police régionale, afin d'éviter d'éventuels scandales. Il fait ainsi remonter sa collectivité de la dernière à la cinquième place du classement de la transparence des 47 préfectures japonaises établi annuellement par un groupe d'ombudsmen, ou défenseurs des droits des citoyens. 
Il souhaite également faire de sa préfecture une véritable vitrine du Japon du XXIe siècle. Aichi accueille ainsi l'exposition internationale spécialisée du 25 mars au 25 septembre 2005. Cette manifestation est alors l'occasion d'inaugurer l'Aéroport international du Chūbu, qui devient la principale plateforme aérienne du centre du Japon, ou encore de la ligne de train à sustentation magnétique, ou Maglev, du Linimo qui dessert la banlieue de Nagoya. Le 22 septembre 2005, Masaaki Kanda succède également au maire de Hanovre Herbert Schmalstieg comme président de l'Association des villes et régions hôtes d’expositions internationales (AVE), en place jusqu'à l'Expo 2010 de Shanghai, et en profite pour développer des liens commerciaux et de coopération avec la métropole chinoise : ainsi obtient-il en septembre 2009 la création de deux vols réguliers hebdomadaires de la compagnie China Eastern Airlines.